# Valerie Perrine
Valerie Perrine, all'anagrafe Valerie Ritchie Perrine (Galveston, 3 settembre 1943), è un'attrice, ex modella ed ex showgirl statunitense.
È nota per aver interpretato la moglie di Lenny Bruce, Honey, nel film biografico del 1974, diretto da Bob Fosse e interpretato da Dustin Hoffman, Lenny, grazie al quale si è aggiudicata un Prix d'interprétation féminine al Festival di Cannes; un BAFTA quale migliore attore o attrice debuttante; un New York Film Critics Circle Awards
quale miglior attrice non protagonista ed è stata candidata all'Oscar come miglior attrice. Altro ruolo per cui è nota è il personaggio di Eve Teschmacher, amante di Lex Luthor (Gene Hackman), nei due film Superman (1978) e Superman II (1980), in cui l'Uomo d'Acciaio è interpretato da Christopher Reeve.

## Biografia
Figlia di Winifred McGinley, danzatrice, e di Kenneth Perrine, ufficiale dell'esercito, cresce, a causa dei frequenti spostamenti del padre, in località diverse degli Stati Uniti, finché a 19 anni fugge a Las Vegas, trovando un ingaggio come showgirl negli spettacoli correlati al Lido di Parigi, ospitati permanentemente allo Stardust. 
Nel 1972 esordisce come attrice cinematografica interpretando il ruolo dell'attrice pornografica softcore Montana Wildhack nel film diretto da George Roy Hill, Mattatoio 5, tratto dall'omonimo romanzo di fantascienza del 1969 di Kurt Vonnegut. Lo stesso anno posa come modella per un servizio sul numero di maggio della rivista Playboy, rotocalco sulla cui copertina comparirà nuovamente nell'agosto 1981. Il 4 maggio 1973 è la prima attrice ad apparire completamente nuda sulla rete PBS nello spettacolo di prosa Steambath, interno al ciclo Hollywood Television Theater, in cui viene ripresa mentre fa la doccia, ma solamente alcune stazioni del circuito PBS trasmettono il programma.
Nel 1975, interpreta Honey Harlow, moglie dello stand-up comedian Lenny Bruce (Dustin Hoffman), nel film diretto da Bob Fosse, Lenny. Grazie alla sua interpretazione viene candidata ai Premi Oscar del 1975 come miglior attrice e ai Golden Globe dello stesso anno come migliore attrice in un film drammatico, aggiudicandosi il Prix d'interprétation féminine al festival di Cannes del 1975. Nel 1976 impersona Carlotta Monti nel film biografico W.C. Fields and Me. Nel 1978 è in uno dei suoi ruoli maggiormente ricordati, quello di Miss Eve Teschmacher, amante di Lex Luthor (Gene Hackman) nel film diretto da Richard Donner, Superman, in cui l'Uomo d'Acciaio viene impersonato da Christopher Reeve. Per l'interpretazione viene candidata ai Saturn Award del 1979 come miglior attrice non protagonista. Nel 1980 riprende il ruolo di Miss Teschmacher nel successivo film della saga, diretto da Richard Lester, Superman II.
La sua carriera prosegue con la partecipazione al film Can't Stop the Music del 1980, considerato un cult, sebbene questa interpretazione le frutti una candidatura al Razzie Awards del 1980 come peggior attrice protagonista. Nel 1982 interpreta il personaggio di Marcy, moglie di un agente di polizia corrotto, nel film diretto da Tony Richardson, Frontiera, al fianco di Jack Nicholson. Nel 1989 è protagonista della miniserie televisiva italiana in quattro episodi, diretti rispettivamente da Carlo Lizzani, Dino Risi, Franco Giraldi e Tomaso Sherman, Quattro storie di donne, interpretando il personaggio di Rose nell'omonimo quarto episodio.
Nel 1991 interpreta il personaggio di Isabelle nella miniserie televisiva italo-franco-tedesca La montagna dei diamanti. Nel 1998 interpreta una piccola parte nel film diretto da Mark Christopher, Studio 54, che narra i fasti della celebre discoteca omonima negli anni settanta, al fianco di Ryan Phillippe, Neve Campbell, Salma Hayek e Mike Myers. Nel bienno 1998-1999 interpreta il personaggio di Delores Pierce in 8 episodi della soap opera Così gira il mondo. Nel 2000 recita con Mel Gibson nel film What Women Want - Quello che le donne vogliono.
Tra gli anni novanta e gli anni duemila appare in qualità di guest star in alcune serie televisive, tra le quali: Un medico tra gli orsi (1992);  Homicide (1995); E.R. - Medici in prima linea (1995); Nash Bridges (1996); The Practice - Professione avvocati (1997); Walker Texas Ranger (1998); Just Shoot Me! (2001); In tribunale con Lynn (2001); I Finnerty (2002); Squadra emergenza (2005); Fuori dal ring (2011). La sua ultima apparizione risale al film del 2016 Silver Skies, diretto da Rosemary Rodriguez.

## Filmografia

### Cinema
- Mattatoio 5 (Slaughterhouse-Five), regia di George Roy Hill (1972)
- Il diavolo del volante (The Last American Hero), regia di Lamont Johnson (1973)
- Lenny, regia di Bob Fosse (1974) - Honey Bruce
- W.C. Fields and Me, regia di Arthur Hiller (1976)
- Mister Miliardo (Mr. Billion), regia di Jonathan Kaplan (1977)
- Superman, regia di Richard Donner (1978)
- Il mago di Lublino (The Magician of Lublin), regia di Menahem Golan (1979)
- Il cavaliere elettrico (The Electric Horseman), regia di Sydney Pollack (1979)
- Gli altri giorni del Condor (Agency), regia di George Kaczender (1980)
- Can't Stop the Music, regia di Nancy Walker (1980)
- Superman II, regia di Richard Lester (1980)
- Superman II: The Richard Donner Cut, regia di Richard Donner e Richard Lester (1980)
- La corsa più pazza d'America (The Cannonball Run), regia di Hal Needham (1981)
- Frontiera (The Border), regia di Tony Richardson (1982)
- Acqua in bocca (Water), regia di Dick Clement (1985)
- A servizio ereditiera offresi (Maid to Order), regia di Amy Holden Jones (1987)
- Mask of Murder, regia di Arne Mattsson (1988)
- Gli angeli volano basso (Bright Angel), regia di Michael Fields (1990)
- Riflessi in un cielo scuro, regia di Salvatore Maira (1991)
- Limite estremo (Boiling Point), regia di James B. Harris (1993)
- Girl in the Cadillac, regia di Lucas Platt (1995)
- Gioco, partita, incontro (The Break), regia di Lee H. Katzin (1995)
- Studio 54 (54), regia di Mark Christopher (1998)
- Amori e ripicche (Curtain Call), regia di Peter Yates (1998)
- Una brutta indagine per l'ispettore Brown (Brown's Requiem), regia di Jason Freeland (1998)
- A Place Called Truth, regia di Rafael Eisenman (1998)
- Shame, Shame, Shame, regia di Zalman King (1999)
- My Girlfriend's Boyfriend, regia di Kenneth Schapiro (1999)
- Picture This, regia di Lisa Albright (1999)
- What Women Want - Quello che le donne vogliono (What Women Want), regia di Nancy Meyers (2000)
- Directing Eddie, regia di Laurence N. Kaldor - cortometraggio (2001)
- The End of the Bar, regia di Randy T. Dinzler (2002)
- La banda del porno - Dilettanti allo sbaraglio! (The Amateurs), regia di Michael Traeger (2005)
- The Californians - Il progetto (The Californians), regia di Jonathan Parker (2005)
- Redirecting Eddie, regia di Laurence N. Kaldor (2008)
- Silver Skies, regia di Rosemary Rodriguez (2016)

### Televisione
- The Couple Takes a Wife, regia di Jerry Paris – film TV (1972)
- Lady Luck, regia di James Komack – film TV (1973)
- Steambath, regia di Burt Brinckerhoff – film TV (1973)
- Love Story – serie TV, episodio 1x08 (1973)
- Ziegfeld e le sue follie (Ziegfeld: The Man and His Women), regia di Buzz Kulik – film TV (1978) - Lillian Lorraine
- Marian rose White, regia di Robert Day – film TV (1982)
- Malibu, regia di E.W. Swackhamer – film TV (1983)
- When Your Lover Leaves, regia di Jeff Bleckner – film TV (1983)
- Nel regno delle fiabe (Faerie Tale Theatre) – serie TV, episodio 4x01 (1985)
- George Burns Comedy Week – serie TV, episodio 1x05 (1985)
- Leo & Liz in Beverly Hills – serie TV, 6 episodi (1986)
- CBS Summer Playhouse – serie TV, episodio 1x03 (1987)
- Quattro storie di donne, regia di Franco Giraldi, Carlo Lizzani, Dino Risi e Tomaso Sherman – miniserie TV, episodio 1x04 (1987)
- Una casa a Roma, regia di Bruno Cortini – film TV (1989)
- La dolce ala della giovinezza (Sweet Bird of Youth), regia di Nicolas Roeg – film TV (1989)
- La montagna dei diamanti (Mountain of Diamonds), regia di Jeannot Szwarc – miniserie TV, episodi sconosciuti (1991)
- Un medico tra gli orsi (Northern Exposure) – serie TV, episodio 4x07 (1992)
- Ghostwriter – serie TV, episodio 1x25 (1993)
- The Secrets of Lake Success, regia di Peter Ellis, Jonathan Sanger e Arthur Allan Seidelman – miniserie TV, episodi 1x01-1x02-1x03 (1993)
- La legge di Burke (Burke's Law) – serie TV, episodio 1x11 (1994)
- Homicide (Homicide, Life on the Street) – serie TV, episodio 3x15 (1995)
- E.R. - Medici in prima linea (ER) – serie TV, episodi 1x24-2x05 (1995)
- Nash Bridges – serie TV, episodi 1x08-2x01-2x06 (1996)
- The Practice - Professione avvocati (The Practice) – serie TV, episodio 2x11 (1997)
- Walker Texas Ranger (Walker, Texas Ranger) – serie TV, episodio 7x10 (1998)
- Così gira il mondo (As the World Turns) – soap opera, 8 episodi (1998-1999)
- Just Shoot Me! – serie TV, episodio 5x17 (2001)
- In tribunale con Lynn (Family Law) – serie TV, episodio 2x19 (2001)
- The Beast – serie TV, episodio 1x03 (2001)
- I Finnerty (Grounded for Life) – serie TV, episodio 2x20 (2002)
- Squadra emergenza (Third Watch) – serie TV, episodio 6x19 (2005)
- Fuori dal ring (Lights Out) – serie TV, episodi 1x11-1x12 (2011)

## Riconoscimenti
- Premio Oscar
  - 1975 – Candidatura alla miglior attrice per Lenny
- Golden Globe
  - 1975 – Candidatura alla migliore attrice in un film drammatico per Lenny
- Academy of Science Fiction, Fantasy & Horror Films
  - 1979 – Candidatura alla miglior attrice non protagonista per Superman
- British Academy Film Awards
  - 1976 – Migliore attore o attrice debuttante per Lenny
  - 1976 – Candidatura alla migliore attrice protagonista per Lenny
- CableACE Award
  - 1985 – Candidatura alla miglior attrice in una serie commedia per l'episodio I tre porcellini della serie TV Nel regno delle fiabe
- Festival di Cannes
  - 1975 – Prix d'interprétation féminine per Lenny
- New York Film Critics Circle Awards
  - 1974 – Miglior attrice non protagonista per Lenny
  - 1974 – Candidatura alla miglior attrice per Lenny
- Photoplay Award
  - 1977 – Candidatura al miglior sex symbol femminile
  - 1978 – Candidatura al miglior sex symbol femminile
- Razzie Awards
  - 1980 – Candidatura alla peggior attrice protagonista per Can't Stop the Music

## Doppiatrici italiane
Nelle versioni in italiano delle opere in cui ha recitato, Valerie Perrine è stata doppiata da: 
- Vittoria Febbi in Mister Miliardo, Superman, Superman II
- Paila Pavese in Superman (ridoppiaggio), A servizio ereditiera offresi
- Daniela Nobili in Mattatoio 5
- Marzia Ubaldi in Lenny
- Noemi Gifuni in Gli altri giorni del Condor
- Simona Izzo in Frontiera
- Fabrizia Castagnoli in Acqua in bocca
- Irene Di Valmo in What Women Want - Quello che le donne vogliono
- Monica Pariante in La banda del porno - Dilettanti allo sbaraglio!